# Eulasia pulchra kurdistana
Eulasia pulchra kurdistana es una subespecie de coleóptero de la familia Glaphyridae.

## Distribución geográfica
Habita en Turquía.